# Tribunal de Contas do Estado do Rio de Janeiro
Tribunal de Contas do Estado do Rio de Janeiro (TCE-RJ) é um órgão de controle externo do estado do Rio de Janeiro, no Brasil. Assim como outros tribunais análogos, deve fiscalizar as contas estaduais e as dos municípios nele localizados, com a especial exceção na capital fluminense. Possui sete conselheiros.

## Conceituação
De acordo com o artigo 75 da Constituição Federal, as normas sobre a organização, composição e fiscalização do Tribunal de Contas da União (TCU) se aplicam, no que couber, aos Tribunais de Contas dos Estados e do Distrito Federal, bem como aos Tribunais e Conselhos de Contas dos Municípios. Suas competências incluem a análise da legalidade, legitimidade e economicidade dos atos de gestão, além do exame da aplicação de recursos públicos e a fiscalização de contratos, convênios e outros instrumentos que envolvam despesas. As decisões dos Tribunais de Contas podem levar à imputação de débito ou multa, com eficácia de título executivo.
Apesar do nome sugerir que o TCE-RJ faça parte do Poder Judiciário, a estrutura está vinculada à Assembleia Legislativa do Estado do Rio de Janeiro (Alerj).

## Conselheiros
Segundo a Constituição do Estado do Rio de Janeiro e a Lei Orgânica do Tribunal de Contas do Estado do Rio de Janeiro (Lei Complementar nº 63/1990), os requisitos mínimos para a nomeação de um conselheiro do Tribunal de Contas do Estado do Rio de Janeiro são:
- Ter mais de 35 e menos de 65 anos de idade
- Possuir reputação ilibada
- Demonstrar notórios conhecimentos jurídicos, contábeis, econômicos e financeiros ou de administração pública
- Possuir mais de 10 (dez) anos de exercício de função ou de efetiva atividade profissional que exija os conhecimentos referidos acima

A escolha dos conselheiros é feita da seguinte forma:
- Três conselheiros são escolhidos pelo Governador do Estado, com aprovação da Assembleia Legislativa, sendo dois alternadamente dentre auditores e membros do Ministério Público junto ao Tribunal, indicados em lista tríplice, segundo critérios de antiguidade e merecimento.
- Quatro conselheiros são escolhidos diretamente pela Assembleia Legislativa

## TCE-RJ, história de consolidação democrática
A auditoria e controle dos recursos públicos por uma organização autônoma e independente, a serviço da sociedade, é tão importante quanto o funcionamento pleno dos Poderes Judiciário, Legislativo e Executivo, as liberdades democráticas e os demais pressupostos do Estado de Direito.
Tribunal de Contas é uma instituição que existe em países dos diversos continentes, variando suas denominações dependendo da situação. A história desses órgãos tem sido a da ampliação da democracia, mediante os crescentes mecanismos de controle do Estado pela sociedade.
No Brasil não tem sido diferente. As tentativas de criação de uma Corte de Contas, em iniciativas do Senado e do Executivo durante o período imperial, foram infrutíferas. Só com o advento da República, a partir do Decreto-Lei nº 966-A, de 7 de novembro de 1890 – editado sob inspiração de Ruy Barbosa, então Ministro da Fazenda –, foi criado o Tribunal de Contas da União.
A Constituição da República de 1891 manteve e consolidou a existência do Tribunal de Contas, que, desde então, passou a ser um dos pilares do Poder Público, sendo a matriz do atual Sistema de Tribunais de Contas do país. O processo de redemocratização da vida nacional, a partir de 1985, só reforçou a legitimidade dos tribunais de contas como agentes da cidadania, na auditoria e controle dos demais poderes estatais.
O Tribunal de Contas do Estado do Rio de Janeiro é produto de um processo histórico que passa pela mudança da Capital Federal e pela fusão dos antigos Estados do Rio de Janeiro e Guanabara. Em sua origem, está o Tribunal de Contas do Distrito Federal, nascido em 1936, cujo primeiro presidente foi Olympio de Mello. A instituição, em 1960, com a transferência da Capital para Brasília, foi transformada em Tribunal de Contas do Estado da Guanabara. No âmbito fluminense, da Constituição Estadual de 1947 nasceu o Tribunal de Contas do antigo Estado do Rio de Janeiro, .
Com a fusão dos Estados da Guanabara e do Rio de Janeiro, em 1975, o Decreto-Lei nº 4 extinguiu seus respectivos tribunais de contas e criou o Tribunal de Contas do Estado do Rio de Janeiro, TCE-RJ, com sede na cidade do Rio de Janeiro e jurisdição em todo o território do novo Estado do Rio de Janeiro.

## Atribuições
De acordo com a legislação vigente, em especial a Lei Complementar nº 63/1990 (Lei Orgânica do TCE-RJ) e a Constituição Estadual, o TCE-RJ exerce atribuições fundamentais para o controle externo dos recursos públicos estaduais:
- Fiscalização da aplicação dos recursos públicos: O TCE-RJ é responsável por verificar se os recursos arrecadados pelo Estado e suas entidades são usados conforme as normas legais, com respeito à legalidade, legitimidade, economicidade e eficiência
- Julgamento das contas: Julga as contas dos administradores e responsáveis por dinheiros, bens e valores públicos dos Poderes do Estado, entidades da administração indireta (fundações e sociedades), fundos e contas de quem tenha causado dano ao erário
- Parecer prévio sobre contas do Governador: Aprecia e emite parecer prévio sobre as contas prestadas anualmente pelo Governador do Estado, que servirá de base para o julgamento pela Assembleia Legislativa
- Acompanhamento da arrecadação de receitas: Realiza inspeções e auditorias para acompanhar e fiscalizar a arrecadação das receitas estaduais e das entidades sujeitas ao seu controle
- Registro de atos de pessoal: Analisa e registra a legalidade de atos de admissão de pessoal (exceto cargos em comissão), concessão de aposentadorias, reformas e pensões, bem como suas alterações, no âmbito da administração estadual e fundacional
- Fiscalização de licitações, contratos e convênios: Fiscaliza editais de concursos públicos, processos licitatórios, celebração de contratos e convênios realizados por órgãos públicos
- Aplicação de sanções e recomendações: Pode aplicar sanções legais aos responsáveis por irregularidades, representar a autoridade competente sobre abusos apurados e recomendar a adoção de medidas corretivas
- Consultas e orientações: Responde consultas técnicas e presta esclarecimentos à Assembleia Legislativa, órgãos do Executivo, Judiciário, Ministério Público, Receita Federal e demais entidades, quando solicitado

## Composição
| Cargo                             | Nome                         | Data de posse | Data limite (aposentadoria) | Nomeação            | Origem da vaga                            |
| --------------------------------- | ---------------------------- | ------------- | --------------------------- | ------------------- | ----------------------------------------- |
| Presidente                        | Márcio Henrique Cruz Pacheco | 22/06/2022    | 2050                        | Cláudio Castro      | Governador do Estado do Rio de Janeiro    |
| Vice-Presidente                   | Thiago Pampolha Gonçalves    | 21/05/2025    | 2062                        | Cláudio Castro      | Governador do Estado do Rio de Janeiro    |
| Corregedor-Geral                  | Rodrigo Melo do Nascimento   | 14/12/2017    | 2055                        | Luiz Fernando Pezão | Governador do Estado do Rio de Janeiro    |
| Conselheira                       | Marianna Montebello Willeman | 17/06/2015    | 2051                        | Luiz Fernando Pezão | Auditores e membros do Ministério Público |
| Conselheiro-Substituto            | Marcelo Verdini Maia         | 04/04/2017    |                             | Luiz Fernando Pezão | Concurso Público                          |
| Conselheira-Substituta e Ouvidora | Andrea Siqueira Martins      | 04/04/2017    |                             | Luiz Fernando Pezão | Concurso Público                          |
| Conselheiro-Substituto            | Christiano Lacerda Ghuerren  | 09/03/2018    |                             | Luiz Fernando Pezão | Concurso Público                          |

## Diretrizes da Gestão (2025-2026)
- Priorizar, nas ações de controle concomitante e preventivo, o caráter pedagógico e dialógico, valorizando a busca por soluções consensuais
- Estruturar o Processo Prévio de Verificação (PPV), com o objetivo de garantir o controle e a fiscalização concomitante das ações e políticas públicas governamentais, ampliando o diálogo e promovendo a autotutela administrativa dos gestores públicos
- Atualizar e estruturar os normativos e orientações referentes aos processos e procedimentos internos do Tribunal, com o objetivo de fomentar ações dialógicas e consensuais no âmbito do Controle Externo
- Promover a capacitação dos servidores do TCE-RJ em procedimentos dialógicos e consensuais, com vistas à aplicação prática no âmbito do Controle Externo
- Promover congressos voltados para a Gestão Pública fluminense, proporcionando espaços para troca de experiências, apresentação de boas práticas e discussão de soluções inovadoras para os desafios enfrentados pelos gestores públicos
- Implementar plano de transformação digital com inovações tecnológicas que impactem positivamente os serviços prestados, em benefício da sociedade
- Desenvolver aplicações baseadas em inteligência artificial (IA) para apoiar as atividades de controle externo, em auditorias, análises processuais e de documentos, e na geração de conhecimento a partir de bases de dados corporativas, disponibilizando-as no Módulo de Inteligência Artificial do TCE-RJ (MIA)
- Desenvolver programas de capacitação para servidores do TCE-RJ, com foco em habilidades de IA e análise de dados, e garantir que o capital humano do Tribunal esteja preparado para utilizar e maximizar o potencial das novas tecnologias
- Fomentar a transferência de conhecimento, o compartilhamento de experiências profissionais e o fortalecimento de laços internos dos servidores, e garantir que aqueles com maior expertise e vivência em determinada atividade funcional possam orientar e apoiar aqueles com menos experiência
- Possibilitar aos servidores o aprimoramento e a expansão contínua de conhecimentos e habilidades de forma estruturada
- Promover, prioritariamente, a qualidade de vida dos servidores em atividade e aposentados, por meio de ações de saúde, bem-estar, conscientização e capacitação
- Firmar compromissos com entidades que promovam e certifiquem, no âmbito do TCE-RJ, iniciativas relacionadas às ações de sustentabilidade social, ambiental e/ou de governança, como contribuição para o atingimento dos Objetivos do Desenvolvimento Sustentável – Agenda 2030 da ONU

## Escândalos

### Eleição polêmica
Em 2015 uma eleição polêmica na Assembleia Legislativa do Estado do Rio de Janeiro marcou a votação para escolha da vaga que era de Aluisio Gama, quando o deputado Domingos Brazão, então citado numa ação por improbidade administrativa e acusado pelo Tribunal Regional Eleitoral de compra de votos, foi eleito pela Assembleia Legislativa, por 61 votos, conselheiro do tribunal. A nomeação foi questionada pela Associação Nacional dos Auditores de Controle Externo dos Tribunais de Contas, e pela Associação Nacional dos Auditores e Conselheiros Substitutos, além da bancada do PSOL, por supostamente não preencher os requisitos de publicidade além de, na opinião de tais associações, não cumprir os requisitos de idoneidade moral e notório saber jurídico.

### Operação Descontrole
Em 13 de dezembro de 2016, a Polícia Federal deflagrou a Operação Descontrole, operação oriunda da Operação Lava Jato que investigou o presidente do Tribunal de Contas do Rio de Janeiro (TCE-RJ), Jonas Lopes de Carvalho, alvo de um mandado de condução coercitiva. O filho do presidente, Jonas Lopes Júnior, e Jorge Luiz Mendes Pereira da Silva, o Doda, apontado como operador de Lopes, também foram levados a depor. As três conduções coercitivas foram determinadas pelo Superior Tribunal de Justiça (STJ). Os policiais federais cumpriram, ainda, dez mandados de busca e apreensão. Jonas Lopes foi citado em delações de executivos da Andrade Gutierrez, que mostraram que ele foi um dos favorecidos pelo esquema de pagamentos paralelos nas grandes obras do governo fluminense, revelado pela Operação Calicute. Segundo a PF, a operação investiga crimes de corrupção passiva e lavagem de dinheiro.

### Operação Quinto do Ouro
Em 29 de março de 2017, a Polícia Federal deflagrou a Operação Quinto de Ouro, uma ação que investiga desvios de até 20% de contratos com órgãos públicos para autoridades, em especial membros do TCE-RJ e da Assembleia Legislativa do Rio de Janeiro.
Seis mandados de prisão foram cumpridos contra conselheiros e um ex-conselheiro do tribunal; as prisões são temporárias.
Os presos foram:
- Aloysio Neves, conselheiro e ex-presidente do TCE
- Domingos Brazão, conselheiro
- José Maurício Nolasco, conselheiro
- José Gomes Graciosa, conselheiro
- Marco Antônio Alencar, conselheiro e filho do ex-governador e prefeito do Rio de Janeiro, Marcello Alencar
- Aluísio Gama de Souza, ex-conselheiro

Um mandado de condução coercitiva foi cumprido contra Jorge Picciani, presidente da Assembleia Legislativa.